# Richard Artschwager
Richard Ernst Artschwager (Washington D.C., 26 december 1923 – Hudson, New York, 9 februari 2013) was een Amerikaanse beeldhouwer en schilder. Zijn werk onttrekt zich aan eenvoudige categorisatie maar heeft raakvlakken met de popart, met de minimal art en met de conceptuele kunst.

## Leven en werk
Artschwager werd in 1923 als kind van Duits-Russische ouders geboren. Zijn vader Ernst Artschwager, botanicus, had een zwakke gezondheid. In 1935 verhuisde de familie naar Las Cruces in New Mexico. Zijn moeder Eugenia (geb. Brodsky) was een vrijetijdskunstenaar met een opleiding aan de Corcoran College of Art and Design. Van haar erfde hij zijn talent en liefde voor de kunst.
Vanaf 1941 tot 1948 studeerde hij wiskunde en scheikunde aan de Cornell-universiteit, in Ithaca, New York. Tussentijds, van 1942 tot 1946, deed hij zijn dienstplicht bij de United States Army in Europa, onder andere als officier van de inlichtingendienst. Zo was hij in 1944/45 betrokken bij de bevrijding van Kassel dat zware beschadigingen te verduren gehad had. Toen hij in Wenen gestationeerd was ontmoette hij zijn toekomstige vrouw Elfriede Wejmelka. Ze trouwden in 1946 en keerden gezamenlijk terug naar Amerika in 1947. Hier voltooide hij in februari 1948 zijn studie met een graad in natuurwetenschappen.
Van 1950 tot 1952 studeerde Artschwager aan de Amédée Ozenfant-Studio-School in New York. Daarna verdiende hij de kost eerst met het maken van babyfoto's en later met het maken van meubels. Hij maakte onder anderen in 1963 een Bedroom Ensemble voor Claes Oldenburg, dat zich tegenwoordig in het Museum für Moderne Kunst in Frankfurt am Main bevindt. In de jaren 1960 begon hij kunstwerken te maken, enerzijds schilderijen in de stijl van het hyperrealisme, zij het in zwart-wit en grijs, en tegelijkertijd ruimtelijke objecten in de stijl van de minimal art.
Artschwager is moeilijk bij een bepaalde stijl in te delen. Hij werd aanvankelijk, in de jaren 1960-1969, gezien als een vertegenwoordiger van de Popart-beweging. Artschwager produceerde na zijn popartperiode achtereenvolgens meubels die beelden waren, maakte van gevonden voorwerpen die hij met acrylverf beschilderde zogenaamde Objets Trouvés zoals Table and Chair (1962-3), creëerde meer abstracte of geometrische vormen van zulke voorwerpen, bijvoorbeeld van formica of hout, zoals Table and Chair (1963-4). Om zich af te zetten tegen een al te gemakkelijke indeling bij de popartbeweging toonde hij eenvoudige geometrische vormen afgewerkt met synthetische materialen, zoals formica (hetgeen indruiste tegen de regels van de goede smaak), alsmede een voorkeur voor het werken met 'gevonden voorwerpen'. Hiervan getuigen ook zijn minimalistische sculpturen van beton.
Vanaf 1962 schilderde Artschwager grisailles in onpersoonlijke rastertechniek op hardboard die waren gebaseerd op zwart-witfoto's van advertenties voor huizen uit tijdschriften, bijvoorbeeld Apartment House (1964). Deze werken toonden het onderwerp meer dan levensgroot waarbij een eigen herkenbaar handschrift werd vermeden. Zijn schilderijen werden evenwel steeds complexer en mysterieuzer, zoals The Bush (1971). In de jaren 1970 ging hij werk maken dat in relatie stond tot de architectuur.
In januari 1965 had Artschwager zijn eerste solotentoonstelling bij Leo Castelli, die hem vele jaren zou vertegenwoordigen. Tussen 1986 en 1998 werd hij vertegenwoordigd door de galerie van Mary Boone en daarna door de Gagosian Gallery. Voorbeelden van zijn werk, dat vaak schilderkunst en beeldhouwen in zich verenigde, zijn opgenomen in collecties van musea van moderne kunst in Europa en de Verenigde Staten, onder andere in de Tate Gallery, het Museum of Modern Art en Museum Ludwig.
Artschwager werd tussen 1968 en 1992 uitgenodigd voor deelname aan de documenta afleveringen 4, documenta 5, documenta 7, documenta 8 en DOCUMENTA IX in Kassel en nam ook deel aan de sculptuurmanifestatie Skulptur.Projekte 1987 in Münster en aan de internationale beeldententoonstelling Sonsbeek 86 in Arnhem. Zijn werk was te zien op (overzichts)tentoonstellingen in het Whitney Museum of American Art in New York (1988) in het Centre Pompidou in Parijs (1989); in het Deutsche Guggenheim in Berlijn (2003) en het Kunstmuseum Winterthur (2003). Een tweede terugblik op zijn werk in het Whitney Museum of American Art in 2012 reist daarna door de Verenigde Staten en zal ook in Europa te zien zijn.
Artschwager was docent aan verschillende academies. Tot de kunstenaars die door zijn werk beïnvloed werden behoren Haim Steinbach, Meyer Vaisman, Ashley Bickerton, en John Armleder. De beeldhouwer Rachel Harrison bracht een hommage aan Artschwager door zijn Table with Pink Tablecloth te herscheppen voor haar installatie op de Biënnale van Venetië in 2009.
De kunstenaar was vier keer getrouwd en had uit verschillende huwelijken drie kinderen. Hij woonde en werkte in Hudson (New York).

## Prijzen
- In 2005 ontving hij de Wolfgang-Hahn-Preis Köln in Keulen.
- In 2007 werd hij geëerd met de Roswitha-Haftmannprijs.[2]

## Fotogalerij

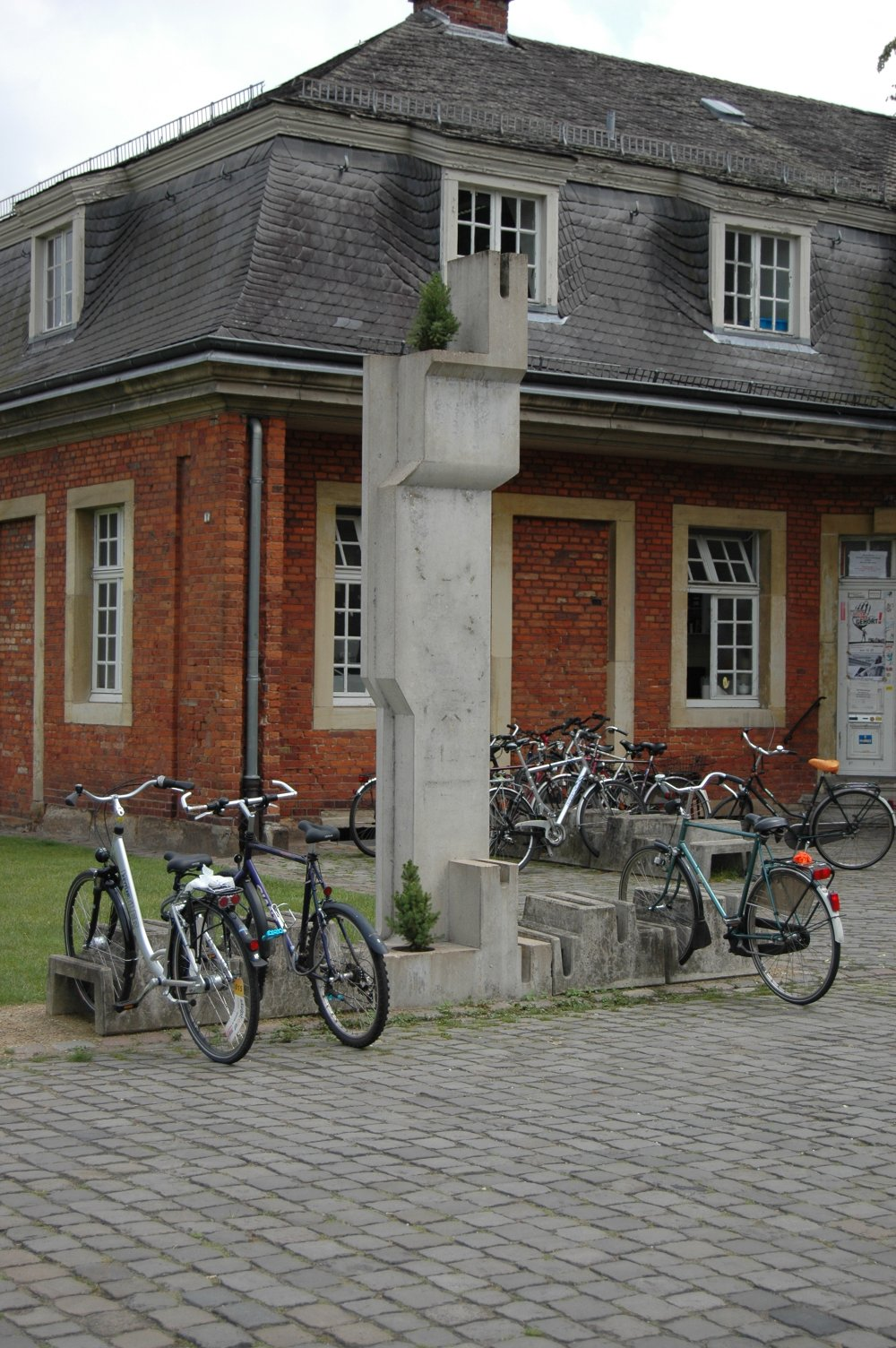
Untitled Monument B (1987), Münster
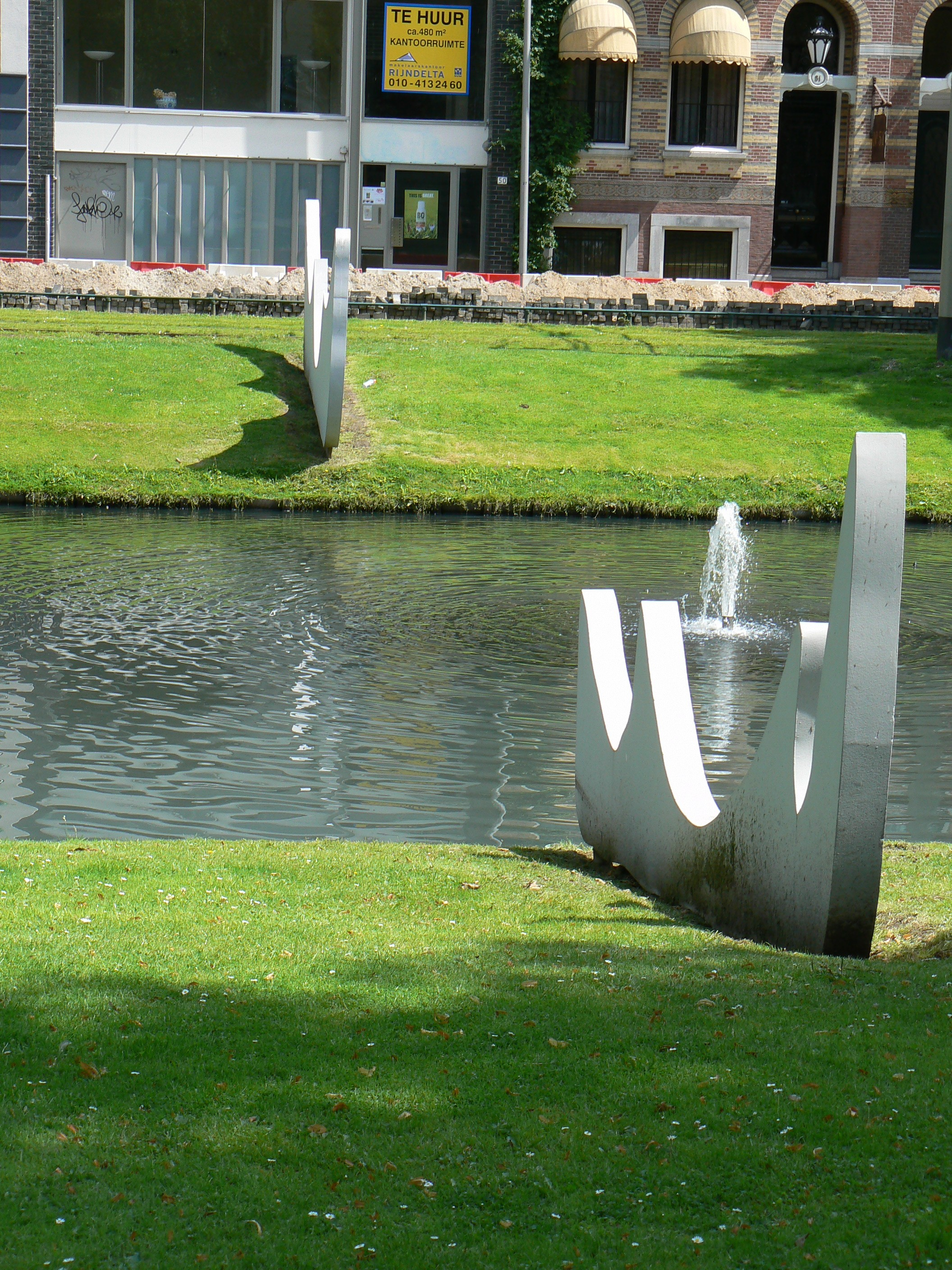
Untitled (2-delig) (1987), Rotterdam
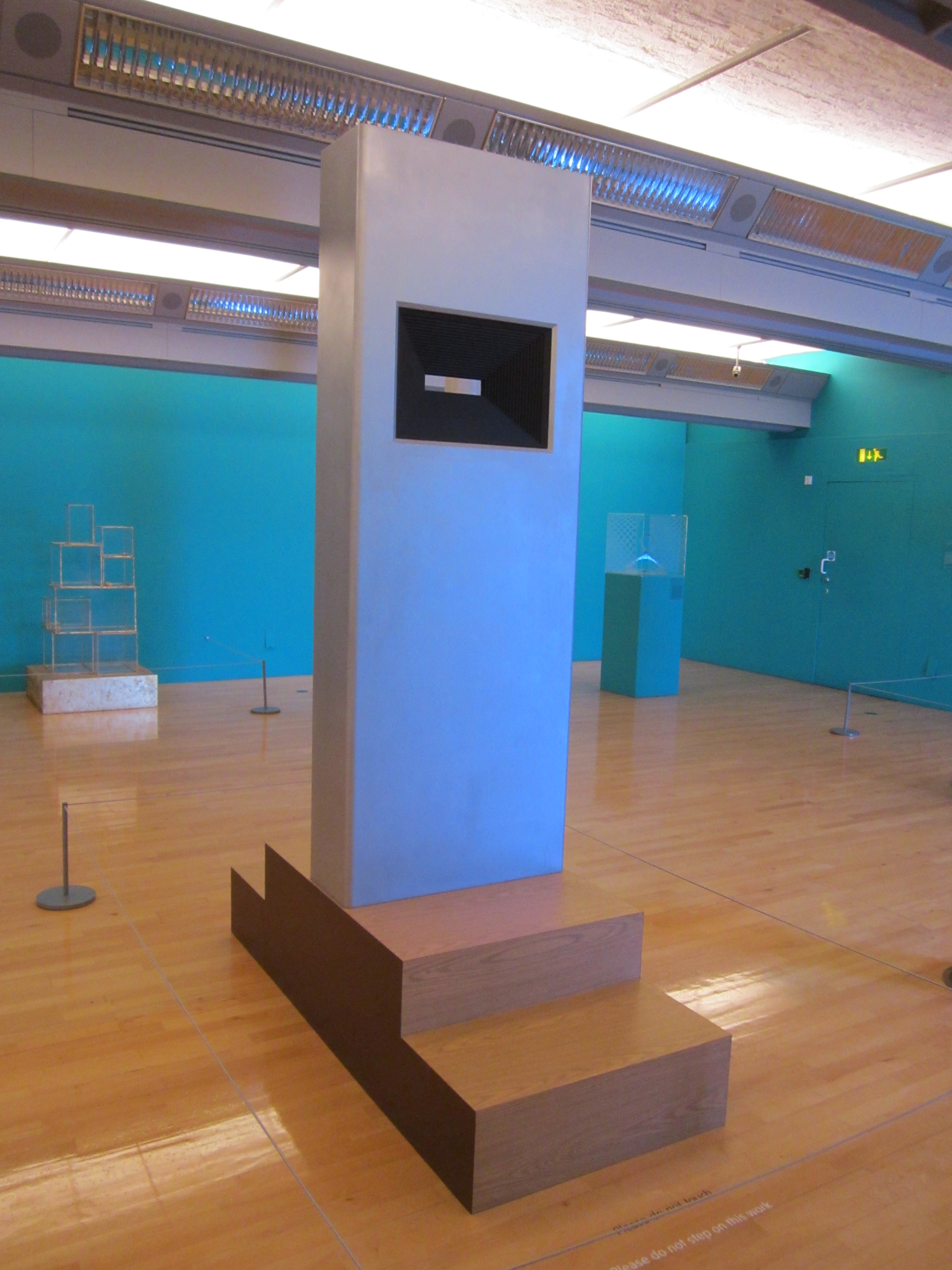
Tower II, Tate Liverpool